# University of Southern Queensland
Die University of Southern Queensland (USQ) ist eine von der australischen Regierung errichtete Universität, die Teil des staatlichen Bildungssystems ist.
Der Hauptcampus der USQ befindet sich in Darling Heights, einem Stadtteil der zweitgrößten australischen Binnenstadt Toowoomba in Queensland. Die Bildungseinrichtung wurde 1967 gegründet und erhielt 1992 den vollen Universitätsstatus. 
Die USQ ist für ihren hohen Qualitätsstandard im Fernstudium bekannt; diese Qualitätsstandards und die Abschlüsse erfahren weltweite Anerkennung. Die Einrichtung erhielt u. a. eine Auszeichnung des International Council for Open and Distance Education. Der Campus ist in höchstem Maße multikulturell, da über 25 % der Studenten aus dem Ausland kommen.
Im Fernstudium sind Studenten aus über 50 Nationen eingeschrieben. Viele von ihnen streben einen höheren akademischen Abschluss an oder wollen ihre berufliche Perspektiven verändern.
Außerdem unterhält die Universität Partnerschaften und Austauschprogramme mit verschiedenen deutschen Universitäten und Fachhochschulen. So besteht eine Partnerschaft mit der Philipps-Universität Marburg sowie mit mehreren Fachhochschulen (darunter die Fachhochschulen in Dortmund Koblenz und Deggendorf). Darüber hinaus nimmt die USQ am Hessen-Queensland Exchange Programm teil, dass Studenten und Mitarbeitern der hessischen Hochschulen einen 1-semestrigen und studiengebührenfreien Aufenthalt an einer Queensländischen Universität ermöglicht. Diese Initiative wird vom Land Hessen und dem Bundesstaat Queensland unterstützt und hat das Ziel die Internationalisierung der hessischen Hochschulen voranzutreiben.

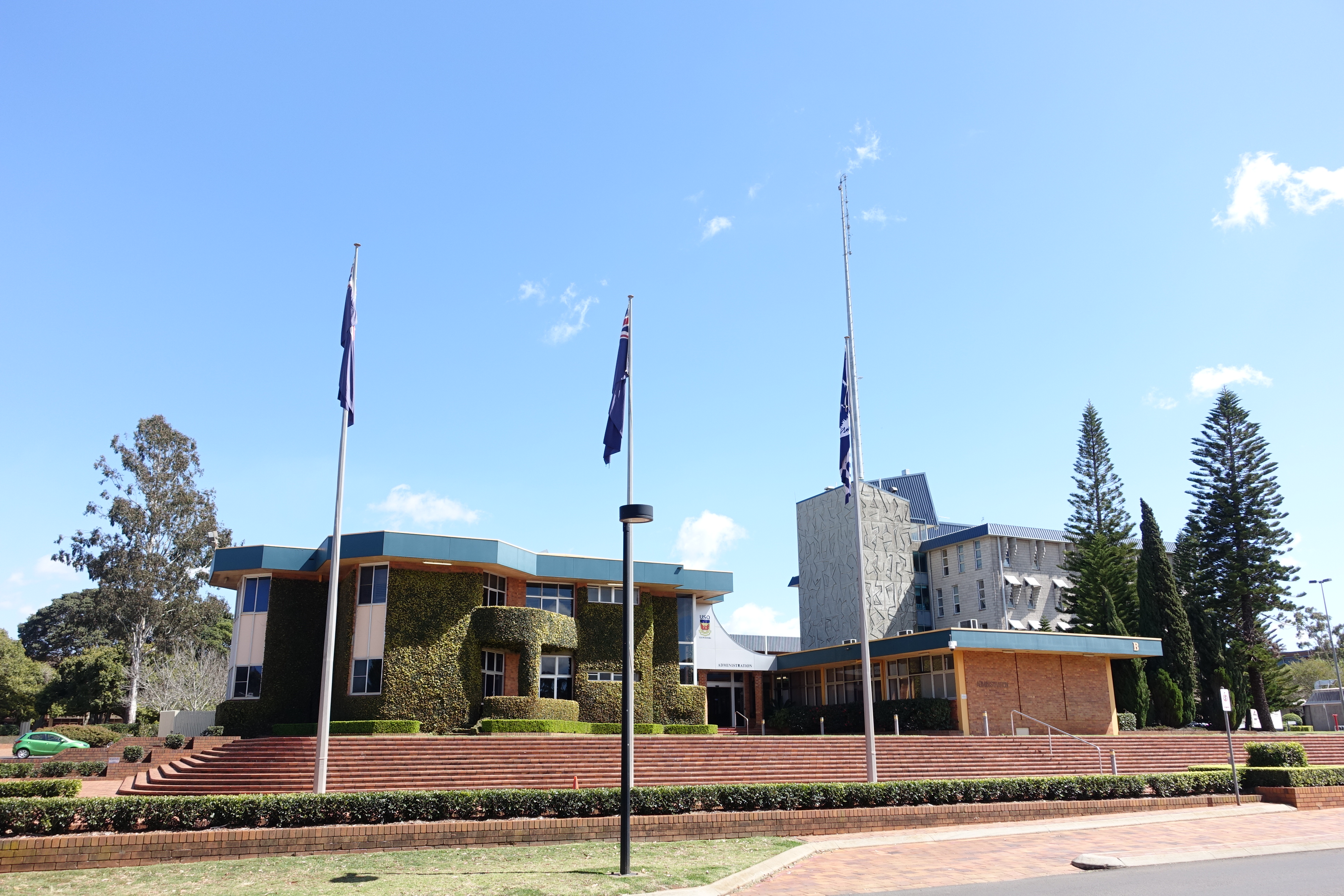
Gebäude der USQ am Campus Toowoomba

Die USQ bietet Studiengänge vom Bachelor bis zur Promotion an fünf Fakultäten an:
- Kunst
- Wirtschaftswissenschaften
- Pädagogik
- Ingenieurwissenschaften
- Naturwissenschaften

## Zahlen zu den Studierenden
2020 waren 25.568 Studierende an der University of Southern Queensland eingeschrieben (2016: 27.101, 2017: 26.210, 2018: 25.609, 2019: 25.706). 16.345 davon (63,9 %) hatten noch keinen ersten Abschluss, 14.937 davon waren Bachelorstudenten. 5.683 (22,2 %) hatten bereits einen ersten Abschluss und 933 davon arbeiteten in der Forschung. 14.775 (57,8 %) waren weiblich und 10.743 (42,0 %) waren männlich.
2013 waren es 27.337 Studierende und 1667 Mitarbeiter gewesen.

## Persönlichkeiten

### Absolventen
- Björn Jensen (* 1965), deutscher Medienberater, Filmproduzent und Autor
- Maria Adozinda Pires da Silva (* 1975), osttimoresische Politikerin
- Maren Dammann (* 1983), deutsch-australische Wissenschaftlerin und Autorin
- Atul Khare (* 1959), indischer Diplomat bei den Vereinten Nationen
- Jamus Lim (* 1976), Ökonom und Politiker, Bachelor an der USQ 1998
- Stuart Mayer (* 1965), Konteradmiral, MBA an der USQ

### Ehrendoktorate
- Teresa Hsu Chih (1898–2011), Sozialarbeiterin, Ehrendoktorwürde 2003[11]